# Luca Desiata

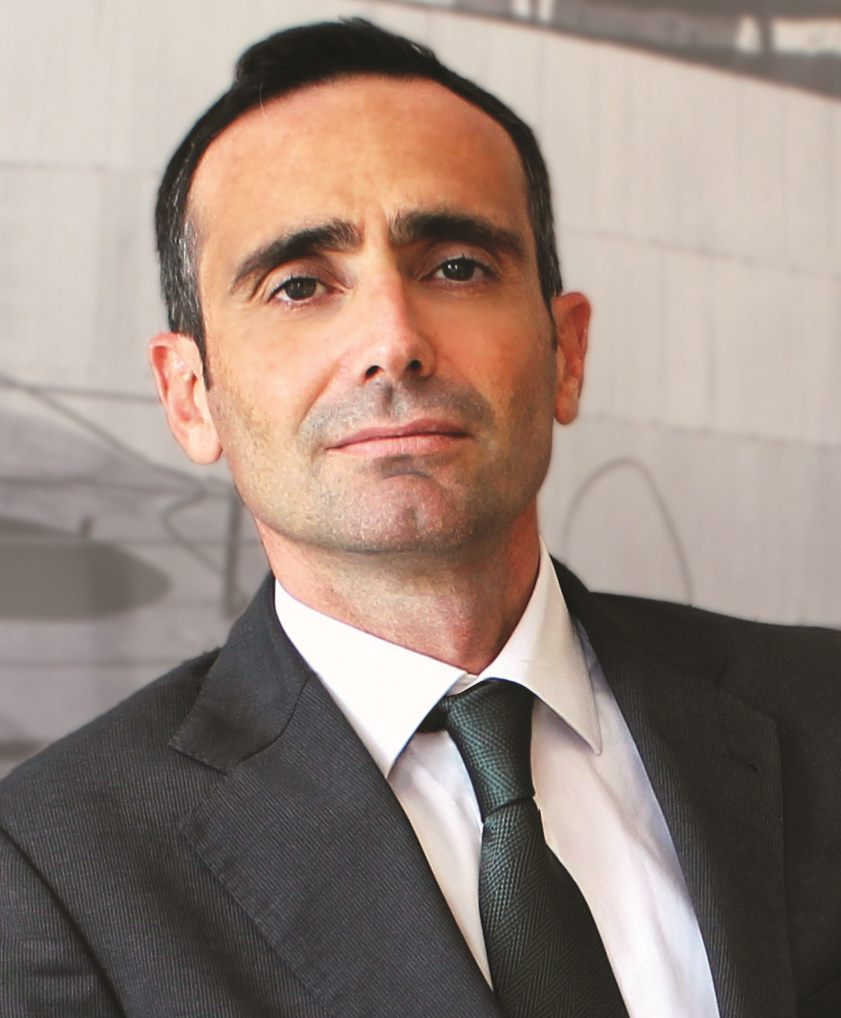
Luca Desiata (2016)

Luca Desiata (* 1971 in Isernia) ist ein italienischer Manager. Seit 2016 ist er der CEO der italienischen Gesellschaft zur Endlagerung nuklearer Abfälle, SOGIN.

## Leben
Desiata erwarb 1995 einen Abschluss mit Auszeichnung in Maschinenbau an der Universität Pisa, ein Diplom an der Scuola Superiore Sant’Anna in Pisa und 1999 einen MBA an der Insead Business School. Anschließend war Desiata tätig für die Internationale Finanz-Corporation, Bain, Accenture, Procter & Gamble und von 2006 bis 2016 für Enel.
Als Dozent für Corporate art an der Privatuniversität LUISS in Rom kuratierte Desiata 2015 die Ausstellung für Corporate Art in der Galleria Nazionale d’Arte Moderna in Rom sowie die Corporate Art Awards 2016.
Er ist der Gründer von pptArt, der ersten Crowdsourcing-Plattform für Kunst. Gemeinsam mit Anatoly Karpov und Rocco Sabelli, vormals CEO von Alitalia, verfasste er ein Buch über Schach und Unternehmensstrategien (“Scacchi e strategie aziendali”).
Unter dem Pseudonym Lucas Cupidus gründete er die Zeitschriften Hebdomada Aenigmatum (lateinische Kreuzworträtsel) sowie Onomata Kechiasmena (Kreuzworträtsel in Altgriechisch).

## Ehrungen
2006 wurde Desiata Ritter des Ordens des Sterns der Italienischen Solidarität.

## Schriften
- Luca Desiata in Zusammenarbeit mit Anatoli Karpow und Rocco Sabelli: Scacchi e strategie aziendali. Edizione Hoepli, E-Book, ISBN 978-88-2035540-1.